# ふたりの旅路
「ふたりの旅路」（ふたりのたびじ）は、1975年9月25日に発売された五木ひろしのシングル。

## 解説
- 猪俣公章の作曲による第2弾で、“五木ひろしが初めて取り組む本格演歌”と宣伝され、そのレコードにはジャケット（裏面に歌詞がある）のほか、山口洋子と猪俣の挨拶文を収めた小カードが追加挿入されるほどの力の入れようであった。最高位14位、登場週数22週、20万枚を超える売上げを記録。第1回日本演歌大賞を初受賞。
- 騎手の伊藤正徳は同期である岡部幸雄の500勝達成記念パーティーで同曲を披露している[1]。

## 収録曲
- 両楽曲共に、作詞：山口洋子／作曲：猪俣公章／編曲：森岡賢一郎

1. ふたりの旅路 (3分42秒)
2. 約束 (3分40秒)